# 塞古拉德莱翁
塞古拉德莱翁，是西班牙埃斯特雷马杜拉巴达霍斯省的一个市镇。总面积104平方公里，总人口2271人（2001年），人口密度22人/平方公里。